# TAAR6
Trag amin-asocirani receptor 6 (TAAR6) je protein koji je kod ljudi kodiran  genom.

## Funkcija
TAAR6 pripada familiji trag amin-asociranih receptora. Trag amini su endogena aminska jedinjenja koja su hemijski slična sa klasičnim biogenim aminima poput dopamina, norepinefrina, serotonina, i histamina. Trag amini su ranije smatrani 'lažnim transmiterima' koji istiskuju klasične biogene amine iz njihovih skladišta i deluju na transportere na način sličan amfetaminima. Identifikacija moždanih receptora koji su specifični za trag amine ukazuje na činjenicu da oni isto tako samostalno deluju.

## Literatura
- Cao Q; Martinez M; Zhang J;  . (1997). „Suggestive evidence for a schizophrenia susceptibility locus on chromosome 6q and a confirmation in an independent series of pedigrees.”. Genomics. 43 (1): 1—8. PMID 9226366. doi:10.1006/geno.1997.4815.
- Kaufmann CA; Suarez B; Malaspina D;  . (1998). „NIMH Genetics Initiative Millennium Schizophrenia Consortium: linkage analysis of African-American pedigrees.”. Am. J. Med. Genet. 81 (4): 282—9. PMID 9674972. doi:10.1002/(SICI)1096-8628(19980710)81:4<282::AID-AJMG2>3.0.CO;2-W.
- Borowsky B; Adham N; Jones KA;  . (2001). „Trace amines: identification of a family of mammalian G protein-coupled receptors.”. Proc. Natl. Acad. Sci. U.S.A. 98 (16): 8966—71. PMC 55357 . PMID 11459929. doi:10.1073/pnas.151105198.
- Strausberg RL; Feingold EA; Grouse LH;  . (2003). „Generation and initial analysis of more than 15,000 full-length human and mouse cDNA sequences.”. Proc. Natl. Acad. Sci. U.S.A. 99 (26): 16899—903. PMC 139241 . PMID 12477932. doi:10.1073/pnas.242603899.
- Mungall AJ; Palmer SA; Sims SK;  . (2003). „The DNA sequence and analysis of human chromosome 6.”. Nature. 425 (6960): 805—11. PMID 14574404. doi:10.1038/nature02055.
- Duan J; Martinez M; Sanders AR;  . (2004). „Polymorphisms in the trace amine receptor 4 (TRAR4) gene on chromosome 6q23.2 are associated with susceptibility to schizophrenia.”. Am. J. Hum. Genet. 75 (4): 624—38. PMC 1182049 . PMID 15329799. doi:10.1086/424887.
- Gerhard DS; Wagner L; Feingold EA;  . (2004). „The status, quality, and expansion of the NIH full-length cDNA project: the Mammalian Gene Collection (MGC).”. Genome Res. 14 (10B): 2121—7. PMC 528928 . PMID 15489334. doi:10.1101/gr.2596504.
- Lindemann L; Ebeling M; Kratochwil NA;  . (2005). „Trace amine-associated receptors form structurally and functionally distinct subfamilies of novel G protein-coupled receptors.”. Genomics. 85 (3): 372—85. PMID 15718104. doi:10.1016/j.ygeno.2004.11.010.
- Amann D; Avidan N; Kanyas K;  . (2006). „The trace amine receptor 4 gene is not associated with schizophrenia in a sample linked to chromosome 6q23.”. Mol. Psychiatry. 11 (2): 119—21. PMID 16189505. doi:10.1038/sj.mp.4001752.